# Anvar Ibragimov
Anvar Kamilevitj Ibragimov (ryska: Анвар Камилевич Ибрагимов), född 27 november 1965 i Ufa i Basjkiriska ASSR i Sovjetunionen (nu Basjkirien i Ryssland), död 27 augusti 2023 i Chimki i Moskva oblast, var en rysk fäktare som tävlade för Sovjetunionen. Han tog OS-guld i herrarnas lagtävling i florett i samband med de olympiska fäktningstävlingarna 1988 i Seoul.